# Sheldon Riley
Sheldon Riley, właśc. Sheldon Hernandez (ur. 14 marca 1999 w Sydney) – australijski piosenkarz. Reprezentant Australii w 66. Konkursie Piosenki Eurowizji (2022). 

## Życiorys
Jego matka pochodzi z Australii, a ojciec z Filipin. Dorastał w Gold Coast.
W 2016 wziął udział w przesłuchaniach do ósmego sezonu programu The X Factor Australia; początkowo brał udział w kategorii 14-21, której mentorem był Adam Lambert, jednak po przegranej na etapie bootcampu powrócił do programu, tym razem jako członek nowo powstałego boysbandu Time and Place, który prowadziła Iggy Azalea. Oprócz Hernandeza, w zespole występowali Sami Afuni, Matthew McNaught i Leon Kroeber, ostatecznie zostali wyeliminowani z programu w pierwszym tygodniu występów na żywo. W 2018 wziął udział w przesłuchaniach do siódmej edycji programu The Voice Australia, po czym dołączył do drużyny Boy Georga i dotarł do finału, w którym zajął trzecie miejsce. Po finale programu wydał singiel „Fire”. W 2019 wziął udział w kolejnej edycji programu The Voice, tym razem odpadł w półfinale. W 2020 wziął udział w programie America’s Got Talent, z którego odpadł w trzecim ćwierćfinale.

### Konkurs Piosenki Eurowizji 2022
19 lutego 2022 z utworem „Not the Same” zwyciężył w finale programu Eurovision – Australia Decides, stając się reprezentantem Australii w 66. Konkursie Piosenki Eurowizji organizowanego w Turynie. 12 maja wystąpił jako ósmy w kolejności w drugim półfinale konkursu i z drugiego miejsca zakwalifikował się do finału, który został rozegrany 14 maja. Wystąpił w nim z dwudziestym pierwszym numerem startowym i zajął 15. miejsce po zdobyciu 125 punktów w tym 2 punkty od telewidzów (24. miejsce) i 123 pkt od jurorów (9. miejsce).

## Życie prywatne
W wieku sześciu lat zdiagnozowano u niego zespół Aspergera. Jest gejem. Ma chłopaka. Mieszka w Melbourne.

## Dyskografia

### Single
| Rok                                                      | Tytuł          | Najwyższe pozycje na liście | Najwyższe pozycje na liście | Najwyższe pozycje na liście | Najwyższe pozycje na liście | Album |
| Rok                                                      | Tytuł          | AUS (Dig.)                  | AUS (Ind.)                  | LTU                         | SWE                         | Album |
| -------------------------------------------------------- | -------------- | --------------------------- | --------------------------- | --------------------------- | --------------------------- | ----- |
| 2018                                                     | „Fire”         | –                           | –                           | –                           | –                           | –     |
| 2020                                                     | „More Than I”  | –                           | –                           | –                           | –                           | –     |
| 2021                                                     | „Left Broken”  | –                           | –                           | –                           | –                           | –     |
| 2021                                                     | „Again”        | –                           | –                           | –                           | –                           | –     |
| 2022                                                     | „Not the Same” | 23                          | 3                           | 47                          | 119                         | –     |
| „–” oznacza, że singel nie był notowany na danej liście. |                |                             |                             |                             |                             |       |